# (221769) Cima Rest
(221769) Cima Rest  es un asteroide perteneciente al cinturón de asteroides, descubierto el 15 de abril de 2007 por Marco Tonincelli y Wladimiro Marinello desde el Observatorio Cima Rest, en Italia.

## Designación y nombre
Cima Rest se designó inicialmente como 2007 GQ51.
Más adelante fue nombrado en honor al Observatorio Cima Rest, situado en los Alpes Italianos.

## Características orbitales
Cima Rest orbita a una distancia media del Sol de 3,0807 ua, pudiendo acercarse hasta 2,7786 ua y alejarse hasta 3,3827 ua. Tiene una excentricidad de 0,0980 y una inclinación orbital de 16,9864° grados. Emplea en completar una órbita alrededor del Sol 1975 días.

## Características físicas
Su magnitud absoluta es 15,7.